# Nicoleta-Cătălina Dascălu
Nicoleta-Cătălina Dascălu (* 19. Dezember 1995 in Pitești) ist eine rumänische Tennisspielerin.

## Karriere
Dascălu bevorzugt Hartplätze und spielt überwiegend Turniere auf der ITF Women’s World Tennis Tour, bei der sie jeweils fünf Titel im Einzel und im Doppel gewinnen konnte.

## Turniersiege

### Einzel
| Nr. | Datum             | Turnier        | Kategorie     | Belag        | Finalgegnerin     | Ergebnis |
| --- | ----------------- | -------------- | ------------- | ------------ | ----------------- | -------- |
| 1.  | 10. August 2014   | Arad           | ITF $10.000   | Sand         | Diana Buzean      | 6:3, 6:3 |
| 2.  | 3. Mai 2015       | Antalya        | ITF $10.000   | Hartplatz    | Camila Fuentes    | 6:4, 6:4 |
| 3.  | 8. Juli 2017      | Focșani        | ITF $15.000+H | Sand         | Alexandra Perper  | 6:2, 6:2 |
| 4.  | 12. November 2017 | Antalya        | ITF $15.000   | Sand         | Carolina M. Alves | 7:5, 6:3 |
| 5.  | 20. Oktober 2019  | Székesfehérvár | ITF W60       | Sand (Halle) | Irina Bara        | 7:5, 6:2 |

### Doppel
| Nr. | Datum            | Turnier   | Kategorie   | Belag     | Partnerin              | Finalgegnerinnen                    | Ergebnis         |
| --- | ---------------- | --------- | ----------- | --------- | ---------------------- | ----------------------------------- | ---------------- |
| 1.  | 2. Mai 2015      | Antalya   | ITF $10.000 | Hartplatz | Andreea Ghițescu       | Camila Fuentes Muge Topsel          | 6:3, 6:1         |
| 2.  | 10. Oktober 2015 | Antalya   | ITF $10.000 | Hartplatz | Andreea Ghițescu       | Anna Bondár Rebeka Stolmár          | 6:4, 3:6, [10:5] |
| 3.  | 3. November 2018 | St. Cugat | ITF $25.000 | Sand      | Miriam Bulgaru         | Andreea Amalia Roșca Renata Zarazúa | 6:1, 4:6, [10:7] |
| 4.  | 16. Juni 2019    | Rom       | ITF W60+H   | Sand      | Elisabetta Cocciaretto | Carolina M. Alves Elena Bogdan      | 7:5, 4:6, [10:7] |
| 5.  | 27. Juli 2019    | Prag      | ITF W60     | Sand      | Raluca Șerban          | Lucie Hradecká Johana Marková       | 6:4, 6:4         |